# Anis Mojgani
Anis Mojgani (Persian: انیس مژگانی) (født 13. juni 1977) er en spoken word digter, visuel kunster og musiker fra Austin, Texas.
Han er erklæret medlem af trosretningen Bahai.